# C. J. Box
Charles James (C.J.) Box Jr. (Casper, 9 novembre 1958) è uno scrittore statunitense.

## Biografia
C. J. Box è nato nel 1958 a Casper, nel Wyoming, stato dove vive e lavora.
Dopo gli studi all'Università di Denver, inizia a lavorare come giornalista sportivo a Saratoga e svolge numerosi mestieri prima di dedicarsi assieme alla moglie alla promozione turistica.
Nella sua prolifica carriera di autore di polizieschi ha pubblicato 25 romanzi (dei quali 17 facenti parte della serie avente per protagonista il guardacaccia Joe Pickett) e tre raccolte di racconti.
Tradotte in 27 lingue, le sue opere hanno venduto più di quattro milioni di copie solo negli Stati Uniti e hanno ricevuto numerosi riconoscimenti tra i quali un Premio Macavity per il miglior romanzo d'esordio nel 2002, un Edgar Award nel 2009 e un Premio Barry per il miglior romanzo nel 2016.

## Opere

### Serie Joe Pickett
- Open Season (2001)
- Savage Run (2002)
- Winterkill (2003)
- Trophy Hunt (2004)
- Out of Range (2005)
- In Plain Sight (2006)
- Free Fire (2007)
- Blood Trail (2008)
- Below Zero (2009)
- L'ultimo giorno del lupo (Nowhere to Run) (2010), Milano, Piemme, 2013 traduzione di Roberta Maresca ISBN 978-88-566-1800-6.
- Cold Wind (2011)
- Force of Nature (2012)
- Breaking Point (2013)
- Stone Cold (2014)
- Endangered (2015)
- Off the Grid (2016)
- Vicious Circle (2017)

### Serie Cassie Dewell
- The Highway (2013)
- Badlands (2015)
- Paradise Valley (2017)

### Serie Cody Hoyt
- Back of Beyond (2011)
- The Highway (2013)

### Altri romanzi
- Un angolo di paradiso (Blue Heaven) (2008), Milano, Piemme, 2012 traduzione di Roberta Maresca ISBN 978-88-566-1801-3
- Three Weeks to Say Goodbye (2009)

### Racconti
- Dull Knife (2005)
- The Master Falconer (2006)
- Shots Fired: Stories from Joe Pickett Country (2014)

## Adattamenti televisivi
- Big Sky serie TV di David E. Kelley da romanzo The Highway (2020)